# Amenia (18. Dynastie)
Amenia war die erste Ehefrau von Haremhab, dem späteren und letzten altägyptischen König der 18. Dynastie (Neues Reich), dem Nachfolger von Eje II. und Vorgänger von Ramses I.
Sie ist bekannt aus Haremhabs großem Privatgrab in Sakkara, in dem sie in einer Kolumne erwähnt wird. Hier hatte man auch Begräbnisutensilien von Haremhabs zweiter Frau, Mutnedjmet, gefunden. Amenia starb, bevor Haremhab den Thron bestieg, vermutlich im ersten oder zweiten Regierungsjahr von Tutanchamun. Anderen Annahmen zufolge wurde ihre Bestattung im Grab in Sakkara vermutlich in der Regierungszeit von Eje II. vorgenommen. Die Kammer, in der sie beigesetzt worden war, war beraubt gewesen.
Amenia ist außerdem durch eine Doppelstatue bezeugt, die sie und Haremhab zeigt. Die Statue (EA 36) befindet sich seit 1837 im British Museum in London. Die Zuordnung erfolgte allerdings erst spät. 1976 hatte ein englisch-niederländisches Grabungsteam in Sakkara das Bruchstück von drei sich umfassenden Händen einer Statue gefunden. Das Statuenpaar in London ist deshalb ungewöhnlich, da die Frau mit ihren beiden Händen die eine Hand ihres Mannes umfasst. Üblicherweise hält die Frau in solchen Darstellungen nur mit einer Hand die des Mannes. Ein Gipsabdruck des Bruchstückes bestätigte, dass dieses zur Doppelstatue passt.